# Soiernhaus
Das Soiernhaus (genauer Oberes Soiernhaus) ist eine Schutzhütte der Sektion Hochland des Deutschen Alpenvereins. Es befindet sich auf 1611 m ü. NHN im bayerischen Teil des Karwendels, der Soierngruppe. Das Soiernhaus steht in einem weiten Talkessel mit den Soiernseen östlich der Schöttelkarspitze. Das Obere Soiernhaus ist Ausgangspunkt für zahlreiche mittlere und längere Touren.

## Etymologie
Der Name Soiern entstammt dem althochdeutschen „ze sewe“, was so viel wie „beim See“ bedeutet. Auf Grund der im Soiernkessel eingebetteten Seen hat man das Gebiet „auf den sewern“ genannt, was im Dialekt und über die Jahre hinweg zu dem heutigen Namen Soiern wurde.

## Geschichte
Der Name Soiernhaus bezieht sich auf zwei Gebäude, das Obere und das Untere Soiernhaus, die zusammen auch Soiernhäuser genannt werden. Die Soiernhäuser wurden 1866 vom Zimmermeister Schwarzenberger aus Lenggries im Auftrage des Königs Ludwig II. von Bayern erbaut, das obere Haus als königliches Jagdhaus und das untere als Pferdestall. 1868 kam Ludwig II. zum ersten Mal selbst in das Jagdhaus. Der König jagte selbst nicht, sondern genoss die Ruhe des Soiernkessels mit seinen beiden Seen. Es heißt, der König habe sich zuweilen bei Vollmond über die Seen rudern lassen.
Um in den Soiernkessel zu gelangen, wurden Wege angelegt, die für den König mit dem Pferd bereitbar waren. Noch heute sieht man die Wegbebauungen, wenn man über den Hundsstall zum Soiernhaus hinaufsteigt.
Die Bediensteten des Königs, die sogenannten Lakaien, hatten die Aufgabe, vor dem Eintreffen des Königs das Jagdhaus für den Aufenthalt des Königs vorzubereiten. Da sie aus diesem Grund vor dem König auf dem Soiernhaus sein mussten, zweigt auf Höhe der Fischbachalm▼ der Lakaiensteig ab. Wer gutes Schuhwerk hat und trittsicher ist, sollte die landschaftlich schönere Variante über diesen Steig wählen.
Die beiden Häuser wurden 1920 von der Sektion Hochland übernommen und das obere Haus im Laufe der Jahre in eine Schutzhütte umgewandelt. Das untere Haus wurde 1946 von der bayerischen Bergwacht renoviert, 1949 von der Sektion an die Bergwacht verpachtet und dient seit damals an Sommerwochenenden der Bergwacht als Diensthütte. Es trägt auch den Namen Hans-Mertel-Hütte.

## Zugänge
- von Krün (875 m ü. NHN), Gehzeit: 3¼ Stunden
- von Mittenwald (923 m ü. NHN) über Krinner-Kofler-Hütte und Jägersruh, Gehzeit: 5¾ Stunden

## Tourenmöglichkeiten

### Übergänge zu Nachbarhütten
- Hochlandhütte (1623 m ü. NHN), Gehzeit: 6 Stunden
- Krinner-Kofler-Hütte (1407 m ü. NHN), Gehzeit: 2,75 Stunden
- Karwendelhaus (1771 m ü. A.), Gehzeit: 8 Stunden

### Gipfelbesteigungen
- Schöttelkarspitze (2050 m ü. NHN), Gehzeit: 1½ Stunden
- Soiernspitze (2257 m ü. NHN), Gehzeit: 2½ Stunden
- Krapfenkarspitze (2109 m ü. NHN) über Gumpenkarspitze (2019 m ü. NHN), Gehzeit: 2½ Stunden